# Acalypha claoxyloides
Acalypha claoxyloides é uma espécie de flor do gênero Acalypha, pertencente à família Euphorbiaceae.